# Justin J. Gabriel
Ne doit pas être confondu avec Justin Gabriel.
Joseph-Marie-Justin Gabriel dit Justin J. Gabriel (1838-1923) est un graveur et peintre français. Ses premiers travaux exécutés vers 1864-1870, le rapprochent des peintres du futur courant impressionniste, avec lesquels il entretenait des liens.

## Biographie
Gabriel est né à Brignoles le 29 octobre 1838. Son oncle était l'ancien préfet Mathieu-Vital Gabriel (1792-1841).
Il est d'abord l'élève d'Émile Loubon à l'école des beaux-arts de Marseille. Ensuite, il fréquente l'atelier de Félix Ziem à Martigues. Le maître avait de nombreuses relations à Paris ainsi qu'avec l'école de Barbizon. Le jeune Gabriel monte donc à la capitale et rencontre Charles Gleyre, dans l'atelier duquel il croise Édouard Manet, Camille Pissarro et Auguste Renoir. Il va se lier ensuite au groupe constitué autour de la Société des aquafortistes fondée par Alfred Cadart, Auguste Delâtre et surtout le marchand Jules Luquet qui le représente comme artiste. En 1864-1865, il exécute pour cette société une série d'eaux-fortes, des paysages inspirés de la Provence, d'un petit format mais d'une grande précision. Il va produire une quarantaine de gravures qui, dès le début, se rapprochent des techniques d'avant-garde de paysagistes tels qu'Eugène Boudin et Jondkind.
Il expose pour la première fois en 1865 au Salon de Paris, et montre une peinture intitulée La Moisson, bords de l’étang de Berre et une gravure, La Petite Venise. Après 1879, il est un fidèle du Salon des artistes français.
Grand voyageur, il expose régulièrement ses toiles, des paysages inspirés, outre de la Provence, de Venise, Amsterdam, la Normandie, le Pays basque, et montrant tour à tour des marines, des fermes, des portraits de paysans et de pêcheurs, et quelques natures mortes. En 1900, il reçoit une mention honorable durant l'exposition universelle. Il signe ses toiles « Gabriel », puis « J. Gabriel ». En revanche, ses gravures comportent dans la plaque de cuivre un monogramme mêlant J et G.
En 1912, son galeriste et marchand parisien est A. M. Reitlinger qui lui organise une importante exposition personnelle.
Il meurt à Chassy (Yonne) en octobre 1923.

Quelques eaux-fortes de Justin Gabriel
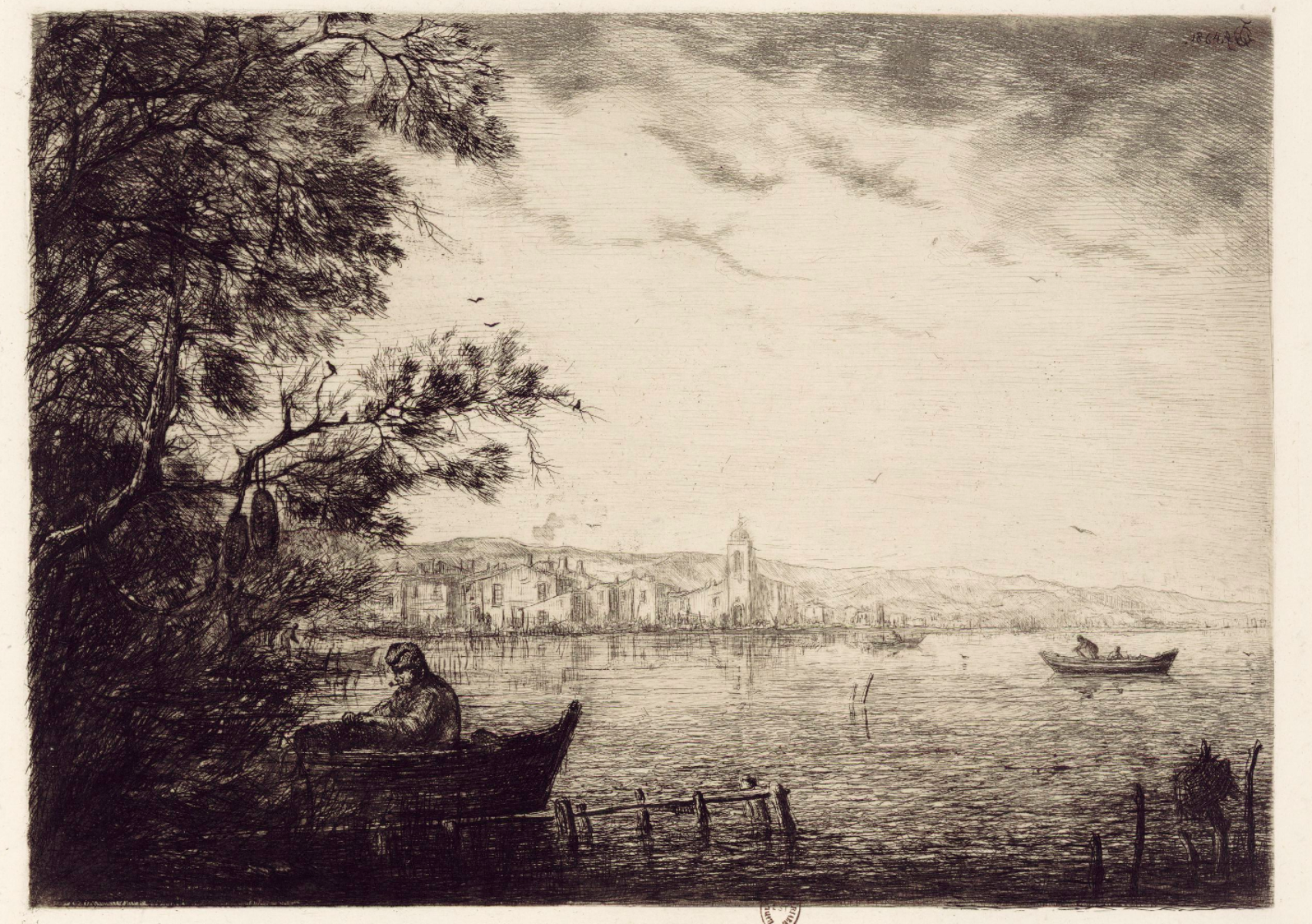
En Provence (1864)
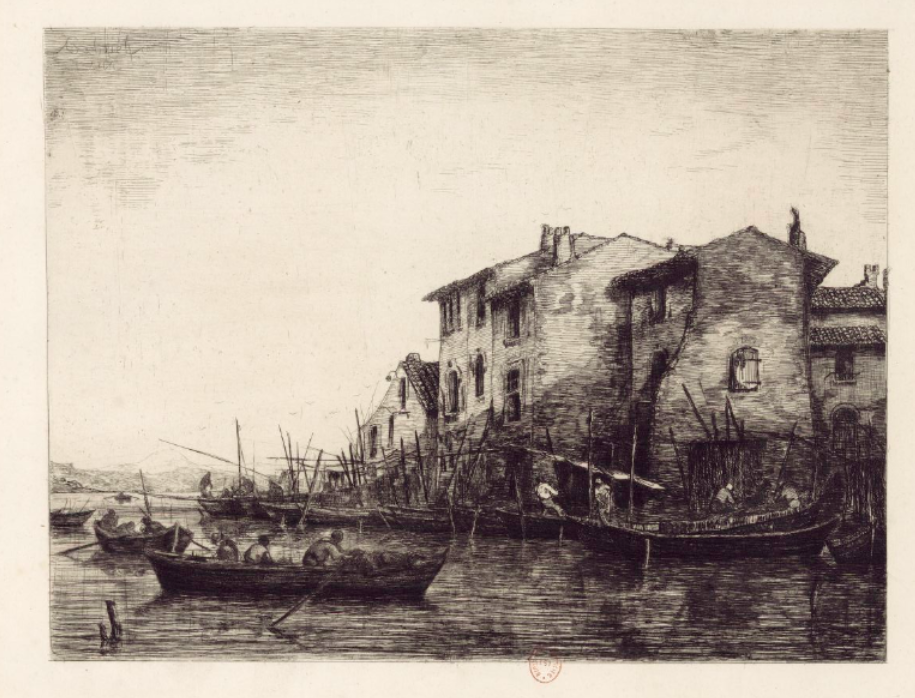
La Petite Venise. Provence (1865)
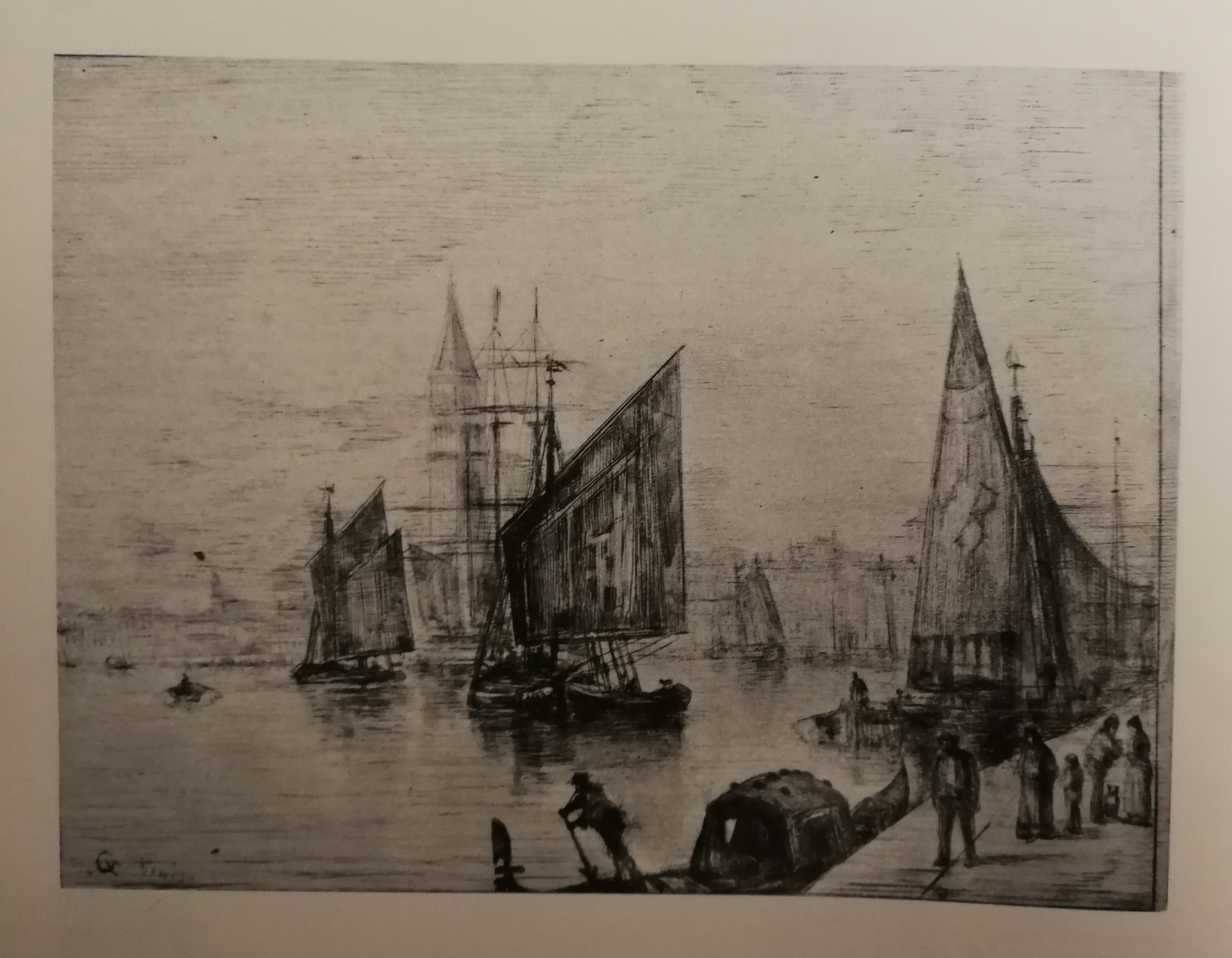
Vue de Venise (vers 1870)

## Conservation
- Marché à Vézelay (Yonne), huile sur toile, 33 × 41 cm, mairie de Loches, entré en 1904[6].
- Bord de mer, huile sur toile, 85 × 130 cm, musée des beaux-arts de Marseille, entré en 1905.
- Paysage, huile sur toile, musée Bonnat-Helleu, entré en 1937, puis musée d'Orsay[7].
- Le Marché aux fleurs à Rouen, huile sur toile, musée des Pêcheries, Fécamp.
- L'ancien bureau du port de Fécamp, huile sur toile, musée des Pêcheries, Fécamp.
- Rouen des hauteurs de la côte Sainte Catherine, huile sur toile, musée des Pêcheries, Fécamp.
- Intérieur de cuisine de pêcheur, huile sur toile, musée des Pêcheries, Fécamp.
- Vaches à l'abreuvoir, huile sur toile, musée des Pêcheries, Fécamp.
- Trois natures mortes, huiles sur toile, musée des Pêcheries, Fécamp.